# 别克穆罗德·奥尔季博耶夫
别克穆罗德·奥尔季博耶夫（1996年6月17日—），乌兹别克斯坦男子柔道运动员，2018年亚洲运动会男子100公斤以上级铜牌得主、2021年世界柔道锦标赛混合团体铜牌得主、2022年亚洲柔道锦标赛男子100公斤以上级铜牌得主。